# PF-98
PF-98 ili Type 98 je kineski prijenosni protutenkovski raketni sustav kalibra 120 mm. Riječ je o trenutno najmodernijem protuoklopnom ručnom bacaču kineske vojske kojeg proizvodi nacionalna vojna industrija Norinco. Također, on je i nasljednik starijih beztrzajnih topova Type 65 i Type 78.
Type 98 je u operativnu uporabu ušao 1999. godine. Iako se može rabiti i s ramena vojnika, zbog ukupne mase veće od devet kilograma razvijeno je tronožno postolje. Projektil namijenjen protuoklopnoj borbi ima tandem kumulativnu bojnu glavu. Usprkos promjeru od 120 mm, službeni izvori navode da mu je probojnost samo 800 mm čeličnog oklopa zaštićenog eksplozivno reaktivnim oklopom, što je više nego dovoljno da uništi sva oklopna vozila osim najsuvremenijih zapadnih tenkova. Maksimalni domet mu je 1800 metara prilikom korištenja HE rakete.
PF-98 opremljen je naprednim ciljničkim sustavom koji se sastoji od dnevne i noćne sprave (dometa motrenja 500 metara), laserskog daljinomjera i balističkog računala. Kad operater odredi cilj, sustav automatski izračunava sve parametre te ih onda prikazuje na LED zaslonu. Zahvaljujući ovom sustavu od trenutka otkrivanja cilja do ispaljenja projektila treba tek deset sekundi.

## Korisnici
- NR Kina[1]
- Bangladeš[2][3]
- Zimbabve[3]

## Vanjske poveznice
- China's Cheap Solution For The Infantry  Arhivirana inačica izvorne stranice od 1. veljače 2014. (Wayback Machine)